# Donato II Silva
Donato Silva, conte di Biandrate (Milano, 4 luglio 1690 – Cinisello, 3 giugno 1779), è stato un nobile, letterato e mecenate italiano.

## Biografia

### Dalla nascita ai primi studi
Donato II Silva, conte di Biandrate nacque a Milano nel Palazzo Silva di Biandrate in via del Lauro 9, da Gerardo Antonio Silva e dalla contessa Teresa Arborio Gattinara di Sartirana, figlia del conte Ferdinando, patrizio pavese.
Condusse i suoi primi studi nel Collegio di Brera, senza lode, e in seguito - all'età di sedici anni - nel Collegio Clementino di Roma. L'ambiente e il clima di Roma ebbero su di lui un effetto particolarmente benefico, tanto che si appassionò agli studi. Si appassionò infatti di disegno, di lingue, di antichità, di geometria e di anatomia; da questo interesse derivò la particolare attenzione e cura che rivolgeva verso il proprio corpo.
Nel tornare a Milano terminati gli studi, nel 1711 fu ospite per qualche mese del Duca Francesco di Modena. Questi mesi lo segnarono profondamente in positivo: amava infatti ricordare, in età matura, di come fosse stato sorpreso dallo splendore della corte e dal trattamento che usava riservare alle personalità più meritevoli del suo stato, che accordava a tutti delle piccole pensioni in cambio della sola presenza alle udienze. Tornato a Milano meravigliò tutti per il suo radicale cambiamento, per le sue buone maniere, la cultura acquisita e la bontà d'animo. Si dette ancora di più agli studi che aveva intrapreso, cominciando a raccogliere libri di suo interesse, che sarebbero poi finiti per formare la sua ricca biblioteca.
Alla morte del padre divenne capofamiglia per la legge del maggiorascato, e fu costretto ad accantonare temporaneamente i propri studi per dedicarsi ai problemi legati l'eredità. Sistemò diverse liti pendenti, accomodando al meglio le cose della famiglia e ricomponendo alcune controversie. Rifiutò qualunque incarico pubblico e qualunque altro coinvolgimento che potesse turbare la propria quiete domestica, ponendo al primo posto della sua vita i propri studi e gli amici più cari. Dedicò pertanto la sua vita alla letteratura e alla filosofia; in fatto di religione si dimostrò sempre ossequioso delle autorità, ma non contrasse mai matrimonio. Tuttavia contribuì generosamente in occasione dei due matrimoni del fratello Ferdinando.

### La Società Palatina
Gli studi di storia gli procurarono un'immediata e vasta fama, e da questa sua passione nacque l'idea che a Milano rappresentò uno dei suoi maggiori vanti, la Società Palatina, nata con lo scopo di stampare e pubblicare tutti i manoscritti che potevano rischiarare la storia della Lombardia e la storia d'Italia, che giacevano al più sepolti nelle biblioteche. Fu Ludovico Antonio Muratori, bibliotecario della Biblioteca Ambrosiana e successivamente della Biblioteca Estense a Modena che propose di divulgare a tutti i letterati d'Italia le bellezze dimenticate nei manoscritti, e Donato Silva insieme al conte Carlo Archinto si offrì subito per dare copertura finanziaria alla cosa. Di suo, oltre a curare i dettagli, il conte Donato II Silva aggiunse il manoscritto della Historia Langobardorum, scritta da Paolo Diacono, che aveva trovato negli archivi di Monza.
La Società Palatina riscontrò un notevole successo al tempo, tanto che furono diverse le alte personalità dello Stato che la sostennero, dal conte Carlo Pertusati al marchese Alessandro Teodoro Trivulzi. Lo stesso imperatore Carlo VI emanò un apposito dispaccio che esonerava tutte le stampe della Società Palatina da ogni forma di censura. Nel 1723 si pubblicò senza badare a spese e con i migliori caratteri del tempo il primo dei ventotto volumi dell'opera Rerum Italicarum Scriptores ad anno era Christiane 500 ad 1500; nel 1751 la dissertazione De Figura et Magnitudine Terrae, del giovanissimo Paolo Frisi, che aveva appena ventitré anni e che gli valse la notorietà. L'abate Paolo Frisi, che al conte Silva aveva dedicato la sua dissertazione, gli fu riconoscente per tutta la vita, poiché senza il suo personale interessamento mai sarebbe riuscito a dare alle stampe il frutto dei suoi studi.

### La spiccata personalità
Tra le sue migliori qualità, oltre alla cultura che gli consentiva di primeggiare fra i suoi contemporanei, egli era dotato di un naturale e spiccato buon senso, in quanto superiore ai pregiudizi del tempo e particolarmente scrupoloso nella verifica di quanto fosse vero e di quanto fosse invece falso, relativamente le dicerie che giravano al tempo.
Conosceva otto lingue: oltre all'italiano e al lombardo aveva un'ottima conoscenza del latino, del francese e del tedesco; aveva un buon livello di comprensione anche dell'inglese, del greco e dello spagnolo. Sapeva inoltre moltissimo di fisica, botanica, ottica, astronomia, meccanica, anatomia e medicina, anche grazie alla singolare facilità con cui apprendeva e memorizzava appunti, scritti e note. Le cognizioni mediche e anatomiche acquisite in giovane età gli furono utili per mantenersi in buona salute fino alla tarda età; i suoi personali studi sulla digestione e sul sonno lo abituarono ad alzarsi tardi dal letto, ad essere sobrio nel mangiare e a mettersi a tavola sempre piuttosto tardi la sera, bevendo solo dopo aver mangiato. Mantenne quasi invariato il proprio regime alimentare, riducendo la propria alimentazione soltanto negli ultimi anni della sua vita. Era soggetto a svenimenti e deliqui che gli procuravano diverse inquietudini; in queste occasioni decise di mettere per iscritto tutte le circostanze che gli procuravano quei fastidi e le osservazioni tratte, insieme con le cautele nel mangiare gli valsero la liberazione da questo problema.
Spiccato anche il suo spirito d'osservazione: saputo che in Inghilterra si fabbricavano calamite artificiali, volle subito mettersi alla prova e in poco tempo realizzò delle calamite di una forza sorprendente. Fu il primo a informarsi delle scoperte elettriche e a riconoscerle per esperienza; tra i suoi manoscritti sono stati rinvenuti infatti studi sulle diverse quantità d'acqua che si possono avere da un'imboccatura posta appena al di sotto del pelo di quest'ultima. Sempre fra le sue carte si sono trovate tavole sul nascere e sul tramontare del Sole, sul luogo dell'eclittica, del mezzogiorno e della mezzanotte, del principio dell'aurora e del crepuscolo per tutto l'anno. Possedeva moltissime cognizioni di astronomia, e nella sua villa di Cinisello teneva sul terrazzo della torretta il più grande cannocchiale che si fosse mai visto fino ad allora in Lombardia, che si era fatto appositamente costruire dal famoso ottico del tempo François de Baillou, particolarmente stimato dal conte Silva e incoraggiato nei suoi studi.
La sua villa di Cinisello fu anche il primo luogo in cui gli abitanti del milanese poterono vedere dal vivo delle piante esotiche: qui si faceva appositamente mandare diverse specie al tempo ancora sconosciute, dando origine a una moda che avrebbe presto coinvolto anche gli altri nobili del milanese, non per ultimo Alessandro Manzoni per la sua vicina villa a Brusuglio.

### La morte
Dopo il viaggio a Roma visitò due volte Torino e Venezia; il suo ultimo viaggio fu col conte Belloni e col marchese Bellisoni, suoi strettissimi amici, nel 1733. Di quest'ultimo viaggio ci ha lasciato alcuni scritti di memorie. Nei mesi invernali passava molto tempo da solo in compagnia dei suoi libri, che non aveva mai smesso di leggere. L'ultimo anno della sua vita fu confortato dalla presenza dell'abate Paolo Frisi, con il quale discuteva di tutto come se gli anni non avessero alcun peso su di lui; lo stesso Paolo Frisi rimase affascinato nel vederlo interessato per i viaggi del capitano James Cook e per le ultimissime novità letterarie, che leggeva avidamente come avrebbe fatto da giovane. Il 6 maggio 1779 si trasferì definitivamente a Cinisello, tuttavia presto cominciò ad accusare un dolore alla gamba, che divenne dapprima tutta rossa andando in seguito in gangrena. Appositamente da Pavia venne chiamato il dottor Giovanni Silva, suo cugino e amico stretto, che rimase particolarmente meravigliato nel vederlo discorrere di cose così erudite mentre infuriava la malattia; fu lo stesso Donato II Silva a chiedere se non fosse il caso di tagliare la gamba, come se non fosse la sua.
Quando ci si rese conto che non c'era più niente da fare, si premurò di fare testamento e di sistemare tutti i suoi interessi domestici. Con estrema tranquillità ordinò una cassa di noce, dettandone le dimensioni e stabilendo che il suo cadavere fosse trasportato da Cinisello a Milano per la sepoltura. Morì alle otto di mattina del 3 giugno 1779, avendo vissuto ottantotto anni e undici mesi.
Lasciò la sua biblioteca e la villa al nipote Ercole Silva, che gli sarebbe sempre stato grato dovendo a lui tutto ciò che sapeva.

## Scritti
- Donato Silva, Lettera ad un amico concernente il quesito, se dalla struttura del corpo dell'uomo, possa conoscersi formato per essere bipede, o quadrupede, In Milano, per Federico Agnelli, 1770;